# 水口镇 (炎陵县)
水口镇，是中华人民共和国湖南省株洲市炎陵县下辖的一个乡镇级行政单位。

## 行政区划
水口镇下辖以下地区：
水口社区、桃岭村、木湾村、官仓下村、水口村、水西村、水南村、联坑村、楂村、板桥村、枣树村、大塘村、西垅村、盐池村、双山村、桃源村、小湾村、自源村、白源村、浆村和下垅村。